# The Lost Husband
The Lost Husband es una película romántica estadounidense de 2020 escrita y dirigida por Vicky Wight y protagonizada por Leslie Bibb y Josh Duhamel. Está basada en la novela del mismo nombre de 2013 de Katherine Center. La película fue lanzada en vídeo bajo demanda el 10 de abril de 2020.

## Argumento
Después de la muerte de su esposo, Libby también pierde su hogar y se encuentra como madre soltera de dos niños (Abby y Tank) sin un lugar donde vivir. Se muda con su madre, Marsha, una mujer demasiado crítica. Marsha, que fuma mucho y ha estado casada varias veces, siempre ha tenido una relación difícil con Libby. Después de llorar a su esposo durante 6 meses, Marsha le da a Libby un ultimátum que la empuja a recuperarse más rápidamente. Esto demuestra ser la gota que colma el vaso para Libby, al decidir que ya no puede vivir con su madre. Libby y sus dos hijos se mudan a la granja de cabras de la tía Jean en el centro de Texas en busca de un nuevo comienzo. Al llegar a la granja, la tía Jean le dice a James O'Connor (su administrador de la granja) que le enseñe a Libby cómo mantener la granja. A Libby no le entusiasma la idea, pero acepta porque necesita un trabajo. Poco a poco, Libby y los niños comienzan a acostumbrarse a su nueva vida en la granja. 
Libby desarrolla sus habilidades agrícolas y comienza a vincularse con James O'Connor. Una noche, accidentalmente se encierran en el gran refrigerador de la granja y tienen que pasar la noche juntos hasta que Russ los salva a la mañana siguiente. Otro día, van al mercado a vender queso y se encuentran con tres viejos amigos de Libby, que son malos y se ríen de Libby por vestirse como una campesina y haber luchado después de perder a su marido. Los amigos se sienten claramente atraídos por James, por lo que besa a Libby frente a ellos para molestarlos. 
Los niños también comienzan a vincularse con James, quien disfruta jugar con Tank y enseñarle a Abby cómo defenderse de un matón en su nueva escuela que se burla de ella por tener una cojera (que sufrió en el accidente automovilístico que mató a su padre). Abby es expulsada de la escuela por golpear a su acosador y, aunque Libby está molesta con James por enseñarle kárate, se da cuenta de que Abby confiaba en que James le hablaría sobre los problemas de acoso escolar, mientras que ella había tenido demasiado miedo de hablar de ello con Libby y agregar algo a ella. estrés. Más adelante en la película, Abby es suspendida nuevamente por usar malas palabras con su matón, que la había golpeado en la cabeza. James lleva a Libby a la escuela para recoger a Abby, y cuando se encuentra con su matón, lo amenaza. 
La familia también se encuentra y se vincula con el novio de la tía Jean (Russ McAllen) y su nieta (Sunshine). Una noche, Sunshine lleva a Libby a una casa abandonada que, según ella, pertenece a la tía Jean, pero no ha vivido allí desde que murió su esposo, Frank. Sunshine sugiere que Libby intente comunicarse con su difunto esposo. Aunque Libby no se toma demasiado en serio la idea de hablar con los muertos, tiene un momento sentimental y crudo al pronunciar un monólogo como si estuviera hablando con Danny. El fuego que habían hecho se apaga repentinamente, dejando a Libby pensando que tal vez Danny pudo escucharla. A lo largo de los días siguientes, vemos que Libby va adquiriendo una sensación de cierre sobre la muerte de su marido. 
Durante la fiesta de cumpleaños de la tía Jean, aprendemos más sobre James. Después de 5 años de matrimonio, su esposa se enamoró de otro hombre y pidió el divorcio. Unos meses después del divorcio, sufrió un derrame cerebral y requirió atención de tiempo completo de una enfermera. James había intervenido para ayudarla constantemente, ya que su nuevo novio la había dejado tan pronto como las cosas se pusieron difíciles. 
Un día, Libby decide volver a visitar la gran casa abandonada y encuentra una foto de ella cuando era un bebé con la tía Jean y Frank. Ella se enfrenta a la tía Jean al respecto, descubriendo que Marsha la había abandonado cuando era recién nacida y la había dejado en esa casa al cuidado de sus abuelos. Sin embargo, debido a su delicada salud, era la tía Jean quien la había cuidado durante 4 años. Después de 4 años, Marsha regresó para el funeral de la abuela y al ver lo feliz que estaba la tía Jean con Libby, la recogió. Libby conduce a la casa de Marsha para confrontarla al respecto. Marsha dice que solo tenía 18 años en ese momento y necesitaba tiempo para madurar, a lo que Libby responde que debería haberla dejado con la tía Jean y podría haber tenido una vida mejor. 
Libby regresa a la granja y le pide a la tía Jean que la deje restaurar la casa, para que pueda vivir allí con sus hijos, asegurándole que continuará cuidando la granja. Por mucho que haya perdido durante el año pasado, Libby finalmente ha encontrado un lugar que se siente como en casa. En la escena final, vemos a Libby arreglando la casa cuando James llega para decirle que había estado ayudando a su exesposa a mudarse con sus padres, para que pudieran cuidar de ella. Para cerrar ese capítulo de su vida, James le dice a Libby que está de regreso y listo para continuar trabajando en la granja. Se los ve besándose mientras los créditos comienzan a rodar.

## Elenco
- Leslie Bibb como Libby Moran.
- Josh Duhamel como James O'Connor.
- Nora Dunn como Jean.
- Isiah Whitlock Jr. como Russ McAllen.
- Sharon Lawrence como Marsha.
- Kevin Alejandro como Danny.
- Herizen F. Guardiola como Sunshine.
- Callie Hope Haverda como Abby Moran.
- Roxton Garcia como Tank.
- Stone Garcia como Jimmy.
- Georgia King como Jessica.
- Carly Pope como Lanie.

## Recepción
A julio de 2020, el 58% de las 19 reseñas recogidas por Rotten Tomatoes son positivas, y tienen una puntuación media de 6.11/10. Tara McNamara de Common Sense Media otorgó a la película tres estrellas de cinco. Brian Tallerico de RogerEbert.com dio a la película dos estrellas y media.